# 雲仙市乗合タクシー
雲仙市乗合タクシー（うんぜんしのりあいタクシー）とは、長崎県雲仙市で、路線バス廃止後の代替交通として市の補助を受けて運行されていた乗合タクシーである。
本項目では、この雲仙市乗合タクシーの機能も統合したチョイソコうんぜんを含む、雲仙市内の他の乗合タクシーについても記述する。

## 概要
- 長崎県営バスの島原半島内路線撤退に伴い、その廃止代替交通機関として運行開始した。[1]
- 市内のタクシー会社4社からなる「雲仙市タクシー事業組合」が事業主体となり[2]、市が赤字分を負担していた。
- 岳・富津地区への路線（上岳線）と、山領地区への路線（山領線）とがあった。
  - 上岳線はジャンボタクシーが使用されていた[3]。山領線は当初乗車定員11人以上の小型バスが使用され、乗合バスに相当する運行形態だったが、2022年現在はジャンボタクシーでの運行となっていた[3]。
  - 当初、実際の運行担当事業者は以下の通り路線によって分かれていた[4]。
上岳線 - 吾妻タクシー、今坂タクシー、小浜温泉タクシー
山領線 - 前田タクシー
  - その後、2010-2011年頃までに前田タクシーが廃業となったため、雲仙市タクシー事業組合の構成は3社となり、山領線についても3社の運行となった[5][6]。
- 2023年（令和5年）1月からは、後述のチョイソコうんぜんに予約不要の定時定路線運行便を設定して雲仙市乗合タクシーの機能を移行し、統合した[7]。

## 沿革
- 2007年4月1日 - 運行開始。
- 2022年（令和4年）12月 - チョイソコうんぜんに機能を移行し廃止[7]。翌月からチョイソコうんぜんの定時定路線運行便を設定[7]。

## 路線
以下2路線があった。
上岳線
- 小浜 - 富津学校前 - 千々石学校前 - 上岳

山領線
- 小浜 - 山領

## 車両
- 上岳線は、各社とも10人乗りジャンボタクシー（トヨタ・ハイエース）1台を使用していた。

上岳線の車両
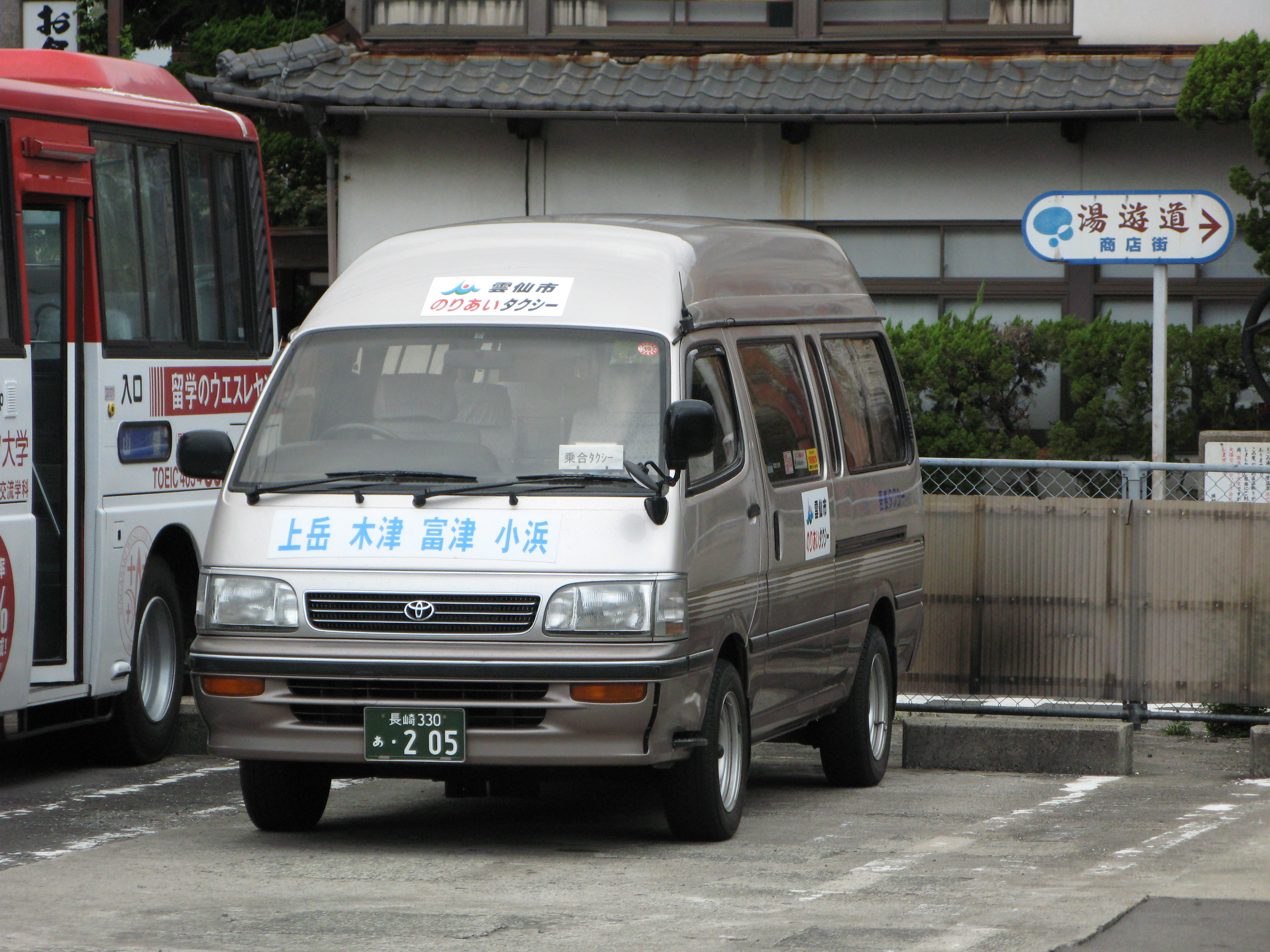
吾妻タクシーの車両
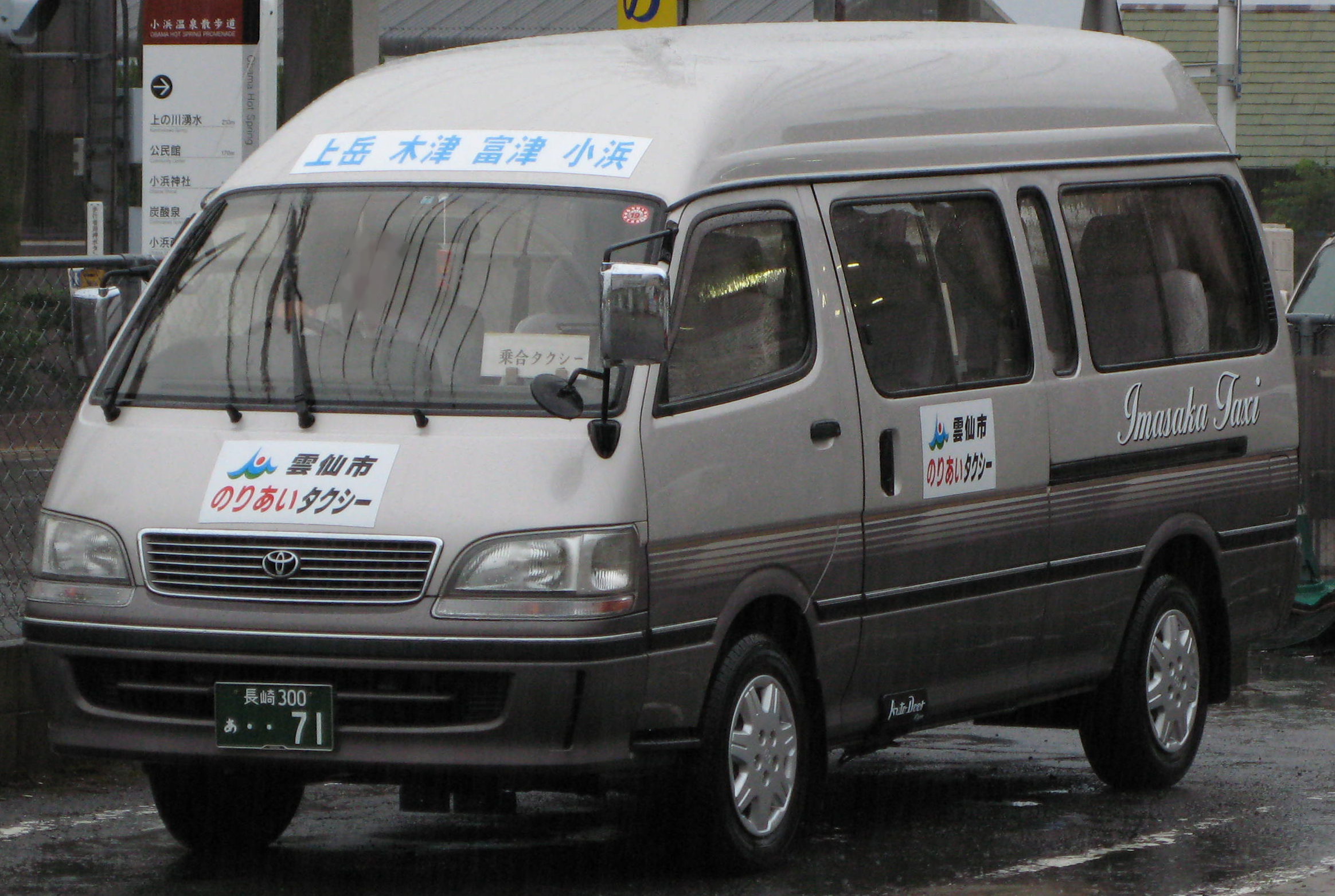
今坂タクシーの車両
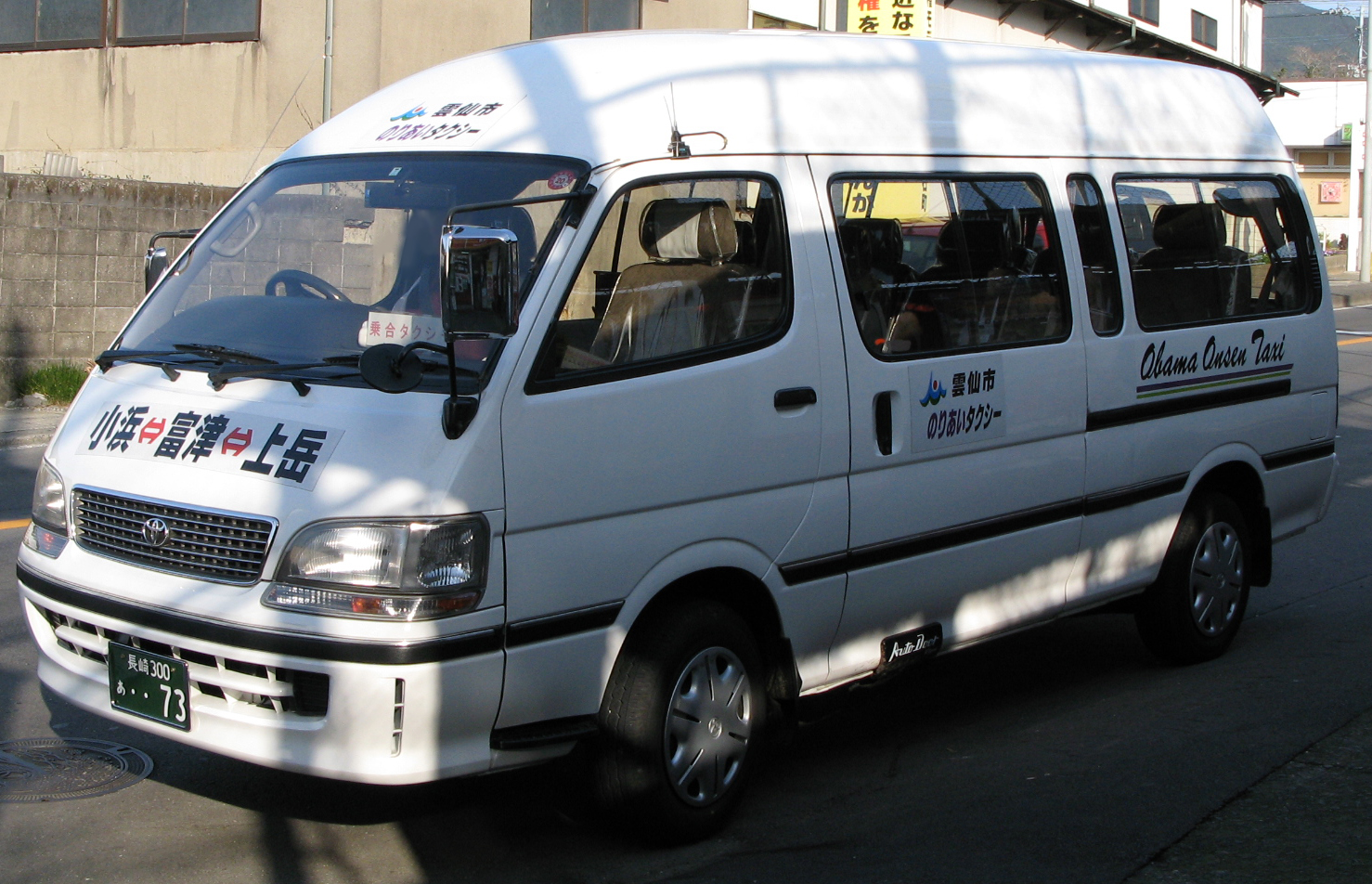
小浜温泉タクシーの車両

- 山領線は、当初はマイクロバスや、長崎県営バスから購入した小型バス（三菱MJ117F（特注仕様））を使用していた。2022年現在はジャンボタクシー車両での運行となっていた。

山領線の過去の車両
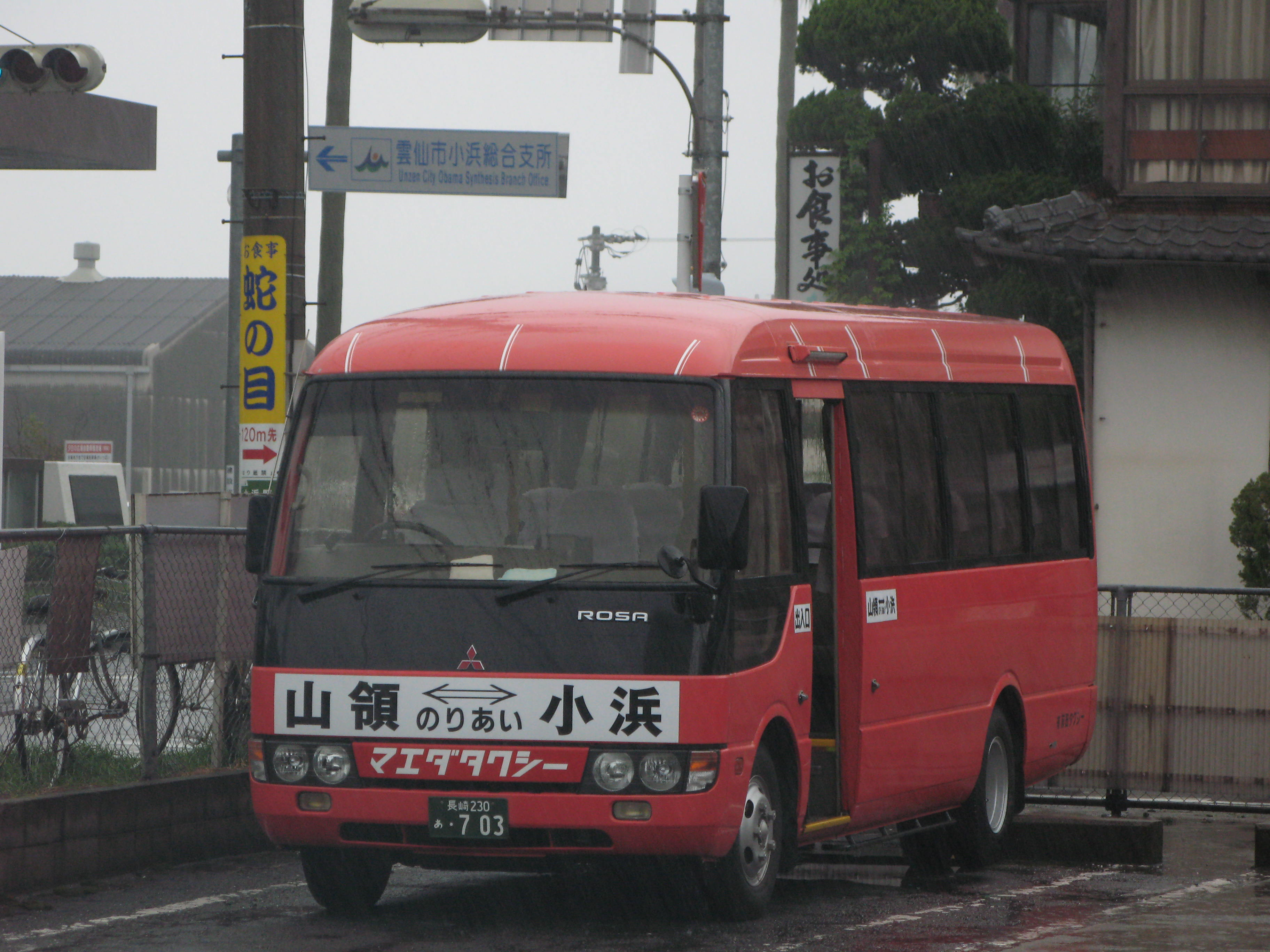
2007年9月当時の車両（前田タクシー）
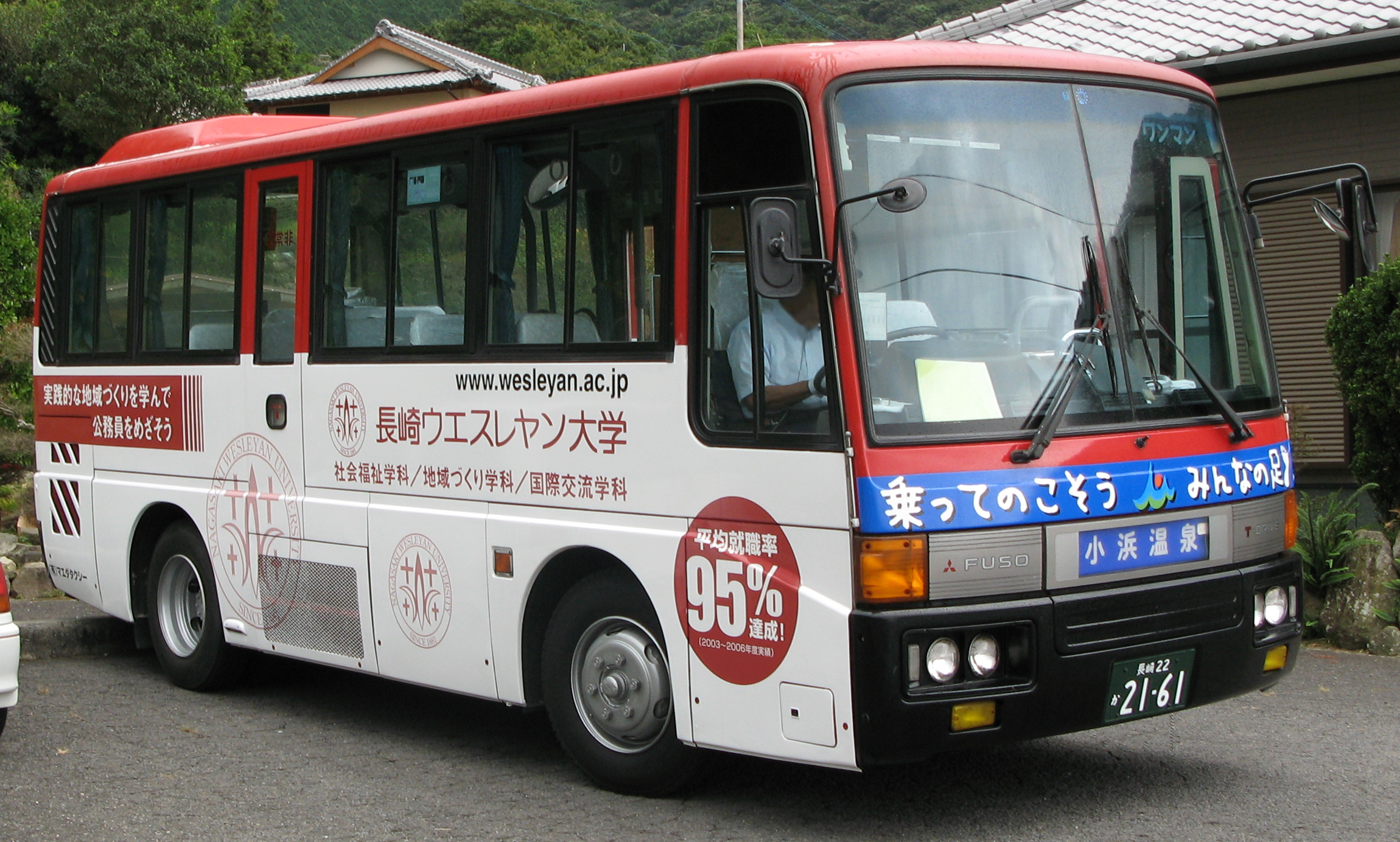
2007年10月当時の車両（前田タクシー） ※県営バスからの譲受車

## 雲仙市の他の乗合タクシー

### 仁田峠乗合タクシー
- 雲仙温泉街（お山の情報館・島鉄雲仙営業所前）と仁田峠（仁田峠循環自動車道路）との間で、予約制で1日3往復運行[8]。
- 雲仙観光協会からの依頼により、平成観光タクシーが運行している。この路線ももともとは長崎県交通局のバス路線であったが、利用客減少により2007年3月に廃止となり、同年8月から乗合タクシーの運行が始められた経緯がある[9]。
- 小型バス[10]及びジャンボタクシー車両各1台を使用[11]。環境に配慮し、2008年7月から燃料にバイオディーゼル燃料を採用している[11]。
- 2022年現在、新型コロナウィルス感染症拡大防止のため、当面の期間運休となっている。

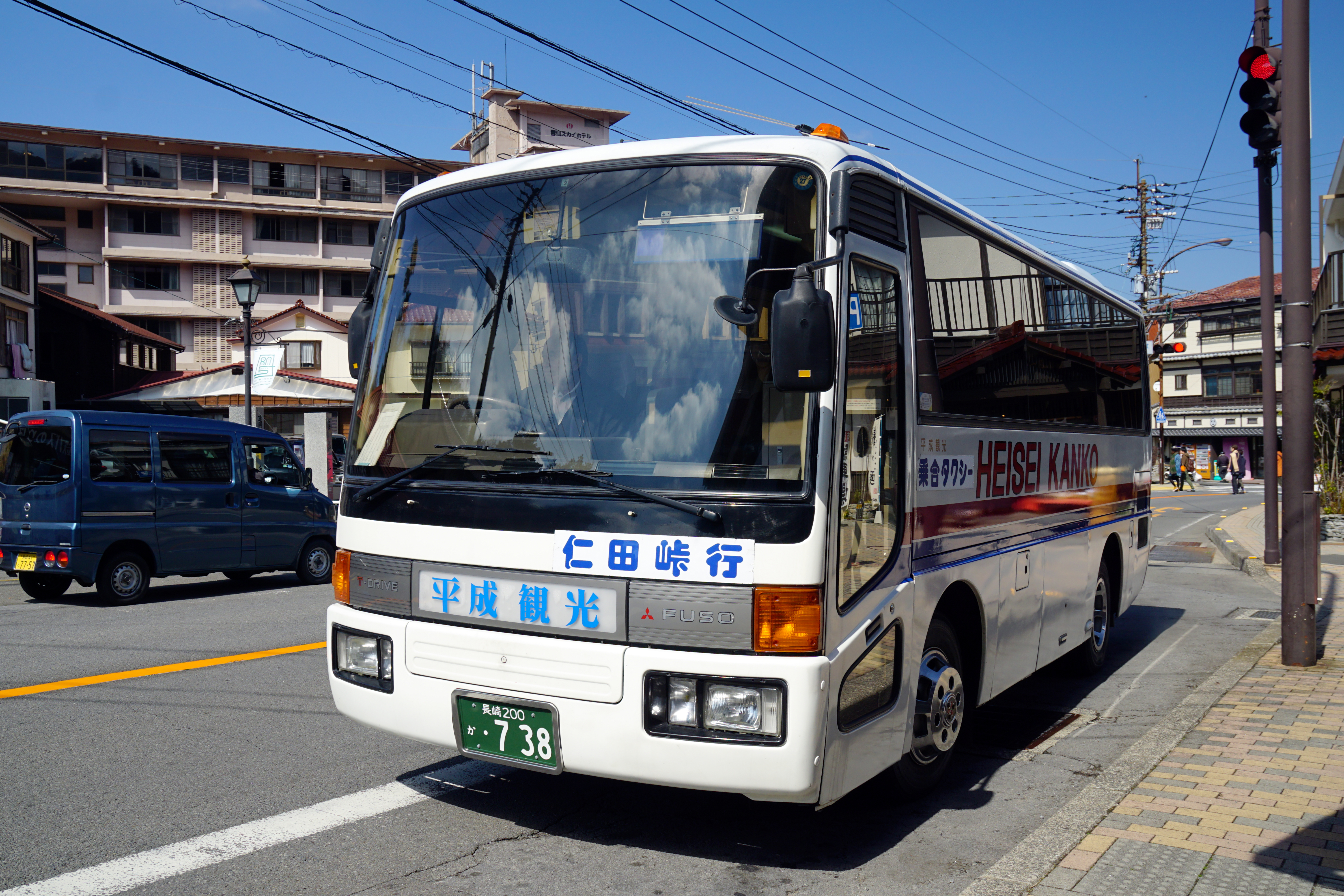
仁田峠乗合タクシーの車両（2014年3月時点）

### 長崎空港直行バス・乗合ジャンボタクシー（運行終了）
- 長崎空港島原半島間アクセス改善協議会（長崎県、雲仙市、島原市などで構成）により、県外と島原半島間のアクセスを改善する目的で2009年11月20日から4箇月間試験運行が行われた[12][13]。
- 雲仙温泉・小浜温泉・島原外港と愛野展望台との間はそれぞれ乗合タクシーを、愛野展望台と長崎空港との間は直行バスを運行し、愛野展望台で各地区の乗合タクシーと直行バスを乗り継ぐ形態で、予約制による1日6往復の運行とした[14]。
- 試験運行期間後は本格運行に移行せず、2010年3月19日限りで運行を終了した[13]。

### 雲仙市予約制タクシー（運行終了）
- 雲仙市内の幹線道路や鉄道駅から離れた内陸部や山間部の公共交通空白地域について、既存の公共交通機関と結ぶ交通手段を整備し、空白地域の解消を図ることを目的として、新たに乗合タクシー路線の整備を図ることとされたもの[15]。
- 市では地域交通協議会を組織し、2008-2009年度にかけて実証実験を実施[15]。また、2011年度に実施した市民アンケートの結果も踏まえ、2013年4月15日から市北部の旧国見町・瑞穂町の地域において各2路線の運行を開始することとした[16]。
  - 国見地区
国見町神代線（神代駅 - 上里公民館）
国見町多比良線（多比良駅 - 魚洗川公民館）
  - 瑞穂地区
瑞穂町大正線（大正駅 - 古部駅 - 西原公民館）
瑞穂町西郷線（西郷駅 - 岩戸観光ガーデン）
- 予約制で、利用日の前日までに担当タクシー事業者に電話予約することが必要とされていた[16]。
- 各線とも、平日午前・午後各3往復の1日6往復の運行で、土日・祝日は運行されない[16]。
- 運行事業者は次のとおり[16]。
  - 国見地区
国見町神代線 - 本多観光バス・タクシー
国見町多比良線 - 国見港湾観光タクシー
  - 瑞穂地区
両線とも瑞穂町タクシー
- 車両は、通常のセダンタイプのタクシー車両を使用し、側面にマグネットシートで路線名と「予約制タクシー」の表示を掲出していた。
- 2022年現在では雲仙市公式サイトに案内は掲載されていない。2020年10月からはAIを活用した新たな会員登録制乗合送迎サービス「チョイソコうんぜん」の運行が行われている（後述）。

### チョイソコうんぜん
- あらかじめ会員登録した利用者からの電話予約に基づき、AIが最適な乗り合わせと経路を算出して運行する乗合送迎サービス[17][18]。地域の公民館やごみ収集ステーション、スポンサー契約した病院や店舗などを停留所とし、停留所相互間で利用する[17][18]。市内全域を4つのエリアに区分（「国見・瑞穂」「吾妻・愛野」「千々石・小浜（一部）」「小浜（一部）・南串山」）してエリア別に運行し、隣接エリアには指定乗換地点で乗り換える[17]。
- 運賃は1乗車につき200円[17]。
- 予約は専用の予約センターに電話で申し込む[17][18]。運行は市内のタクシー事業者が行い、乗客定員6名のワゴンタクシーを各エリアに1台ずつ運行する[18][19]。
- 2020年（令和2年）10月から「国見・瑞穂」「吾妻・愛野」の2エリアで実証実験として運行を開始し、2022年（令和4年）7月から「千々石・小浜（一部）」「小浜（一部）・南串山」の2エリアを加え、市内全域での運行となった[17]。
- 2023年（令和5年）1月からは、前述の雲仙市乗合タクシーの機能を統合する予約不要の定時定路線運行便を設定した[7]。路線は、旧雲仙市乗合タクシーの2路線のうち山領線を上岳線に統合し、上岳線の一部便を山領経由とした[7]。運賃については、新たに通学定期券を設定した他、通学の小学生の運賃は半額（100円）とした[7]。